# Kurna (Viru-Nigula)
Kurna – wieś w Estonii w prowincji Virumaa Zachodnia, w gminie Viru-Nagula. Zamieszkana przez 15 osób (31 grudnia 2011).